# ブレヴィケラトプス
ブレヴィケラトプス（Breviceratops　"短い角の顔"の意味）は、白亜紀後期モンゴルの角竜類恐竜である。

## 記述
ブラヴィケラトプスは不完全な頭骨と骨格の断片のみが知られている。体長は約2 mでプロトケラトプス科（en）では中程度である。吻部は他の角竜類同様にとがっているが、特に著しく狭く短い。鼻の上には小さくフラットな角があった。前上顎骨には小さくピン状の歯があり、その後には木の葉形の葉が並び、他の角竜類と同じように植物食に適した配置だった。ブラヴィケラトプスの化石はモンゴルのウムヌゴビ県で発見され、1975年にMaryanskaおよびOsmolskaによりプロトケラトプス属の種Protoceratops kozlowskiiとして記載された。1990年にKurzanovより新属にブラヴィケラトプスが作られこちらに移された。属名はラテン語で短いという意味の"brevis"と角竜類の名前では頻繁に見られるギリシャ語で"角のある顔"の意味のkeratopsから派生している。タイプ種はBreviceratops kozlowskiiである。白亜紀後期カンパニアン、8600万年前から7200年前から発見されている。
ブラヴィケラトプスが有効な属であるかどうか議論があり、一部の研究者はバガケラトプス（en）の幼体であるとみなしている。

## 分類
ブラヴィケラトプスは白亜紀の間に北米、アジアで繁栄したオウムのようなくちばしを持つ草食恐竜のグループである角竜類に属していた。

## 食性
ブラヴィケラトプスはすべての角竜類のように草食動物であった。

## 参照
1. ↑   P. C. Sereno: The fossil record, systematics and evolution of pachycephalosaurs and ceratopsians from Asia. In: M. J. Benton, M.A. Shishkin, D.M. Unwin und E.N. Kurochkin (Hrsg.): The Age of Dinosaurs in Russia and Mongolia. Cambridge University Press, Cambridge. S. 480–516.

- You Hailu und Peter Dodson: Basal Ceratopsia: In; D. Weishampel, P. Dodson und H. Osmólska (Hrsg.): The Dinosauria. University of California Press, 2004, ISBN 0520242092, S. 478–493.
- Dougal Dixon: The World Encyclopedia of Dinosaurs & Prehistoric Creatures, 2008. ISBN 978-0-7548-1730-7, S. 361